# A Luz no Subsolo
A Luz no Subsolo é um livro de Lúcio Cardoso publicado no Brasil em 1936. Este romance tem uma narrativa linear, ausente de anacronias narrativas.
Conta a história de um casal que tem sua vida profundamente modificada com a chegada de uma empregada.